# Alex Kava
Alex Kava (S. M. Kava), född 7 juni 1960 i Silver Creek, Nebraska, är en amerikansk thrillerförfattare.

## Biografi
Under uppväxten i Silver Creek, Nebraska, drömde Alex Kava om att bli en författare. Hennes föräldrar, trots att de förstod värdet av en utbildning, hade en stor arbetsmoral. Att läsa ansågs vara onödigt, såvida det inte handlade om skolarbete. Som tonåring skrev Kava noveller på baksidan av kalendrar, visade dem bara för hennes yngre bror och gömde dem sedan i en skokartong under sängen.
Kava  fick ett konststipendium för att gå på college. För att betala för mat och husrum arbetade hon på ett närbeläget sjukhus med att sterilisera operationsverktyg- och salar. 1982 tog hon sin examen magna cum laude (latin för "Med största beröm") från Saint Mary college i Omaha, Nebraska, med en fil.kand. i konst och engelska.
Efter examen jobbade Kava för flera olika företag, mest inom reklam och marknadsföringsbranschen. Hon startade även sitt eget företag, Square One, för grafisk design och gjorde matförpackningar och loggor för nationella företag. Hon skrev även broschyrer, nyhetsbrev, skapade en rad gratulationskort och gjorde TV- och radioreklam. 1992 återvände hon till Saint Mary som PR-chef.
Sommaren 1996 slutade Kava som PR chef för att ägna mer tid  åt att skriva böcker och få dem utgivna. För att betala räkningarna startade hon upp Square, maxade kreditkorten och började dela ut tidningar.
Alex Kava är medlem i Mystery Writers of America, Sisters in Crime och International Thriller Writers. Hennes böcker har sålt i över 3 miljoner kopior världen över. Hennes böcker finns att köpa i 22 olika länder och har kommit på bästsäljarlistan i följande länder: Polen, Australien, Tyskland, Storbritannien och Italien.

## Böcker
Alex Kavas har skrivit en serie böcker om Maggie O'Dell, en profilexpert på FBI, men även de del fristående böcker. Kava är fascinerad av riktiga brott och hennes böcker innehåller detaljer från källor med erfarenhet inom området. Hon var hedersgäst vid Mayhem In The Midlands 2008 Mystery konferens, som hölls i Omaha, Nebraska.

### Maggie O'Dell

#### Utkommet på svenska
- Syndabekännelser (A Perfect Evil) (2000)
- Samlaren (Split Second) (2001)
- Själasörjaren (The Soul Catcher) (2002)
- Svarta sinnen (At the Stroke of Madness) (2003)
- Skrivet i blod (A Necessary Evil) (2006)

#### Ännu ej utkommet på svenska
- Exposed (oktober 2008)
- Black Friday (september 2009)
- Damaged (juli 2010)

### Fristående böcker och noveller

#### Utkommet på svenska
- En mördares misstag (One False Move) (2004) (Nebraska Reads Project för 2006)

#### Ännu ej utkommet på svenska
- Goodnight, Sweet Mother in Thriller (2006) (en antologi med en novell av Alex Kava)
- Whitewash (maj 2007)